# General Ocampo
General Ocampo is een departement in de Argentijnse provincie La Rioja. Het departement (Spaans:  departamento) heeft een oppervlakte van 2.135 km² en telt 7.331 inwoners.

## Plaatsen in departement General Ocampo
- Ambil
- Colonia Ortíz de Ocampo
- Comandante Leal
- El Fraile
- Los Aguirres
- Los Alanices
- Milagro
- Olpas
- Villa Santa Rita de Catuna